# Patrick Lewis
Patrick Lewis Jr. (Reserve, 30 gennaio 1991) è un ex giocatore di football americano statunitense che ha giocato nel ruolo di centro. Al college giocò a football alla Texas A&M University.

## Carriera professionistica
Dopo non essere stato scelto nel Draft 2013, Lewis passò la sua prima stagione nei roster di Green Bay Packers, Cleveland Browns e Jacksonville Jaguars. Nel 2014 firmò coi Seattle Seahawks, debuttando come professionista nella settimana 7 contro i St. Louis Rams. Due domeniche dopo contro i Raiders disputò la prima gara come titolare in carriera al posto dell'infortunato Max Unger. La sua stagione si chiuse con sei presenze, di cui quattro come partente.
Nel 2015, dopo la scambio di Unger coi New Orleans Saints, fu Drew Nowak ad essere nominato nuovo centro titolare di Seattle. Prima della settimana 10 però fu Lewis a sopravanzarlo e da quel momento vi fu un netto miglioramento nelle prestazioni della linea offensiva della squadra, che vinse cinque gare consecutive qualificandosi per i playoff. La sua annata si chiuse con 10 presenze, tutte tranne una come titolare.
Nel 2016, Lewis firmò coi Buffalo Bills.

## Palmarès

### Franchigia
- National Football Conference Championship: 1

Seattle Seahawks: 2014

## Statistiche
| Partite             | 16 |
| Partite da titolare | 13 |

Statistiche aggiornate alla stagione 2015